# Mikroskopia konfokalna
Mikroskopia konfokalna – odmiana mikroskopii świetlnej charakteryzująca się powiększonym kontrastem i rozdzielczością. Używana do uzyskania wysokiej jakości obrazów oraz rekonstrukcji obrazów w trzech wymiarach.
Zasada mikroskopii konfokalnej w porównaniu z klasyczną świetlną - szerokiego pola, opiera się na usunięciu, przy wejściu do detektora, światła, które wpadło do obiektywu spoza płaszczyzny ogniskowania. Usuwa się także wszelkie odbłyski niepochodzące bezpośrednio z miejsca ogniskowania. Używa się w tym celu dodatkowej przesłony z otworem, umieszczonej przed wejściem do detektora.
Technika mikroskopii konfokalnej znalazła szerokie zastosowanie w naukach biologicznych oraz w technice (na przykład do badania półprzewodników).

## Idea
Podstawy obrazowania konfokalnego zostały opatentowane przez Marvina Minsky’ego w 1961. W zwykłej mikroskopii (szerokiego pola, w tym mikroskopie fluorescencyjnym) próbka jest oświetlana przez źródło światła w całości. W odpowiedzi na to, albo odbija światło, albo fluoryzuje, przy czym sygnały te są zbierane przez obiektyw. Obiektyw zbiera sygnał nie tylko z miejsca ogniskowania, ale z całego przekroju próbki. Powoduje to, że tło wobec sygnału z miejsca ogniskowania jest dość wysokie, co zmniejsza kontrast. Zastosowanie przesłony z małym otworem przed detektorem (na przykład kamerą CCD), odcina sygnał dochodzący spoza płaszczyzny ogniskowania, co znacznie powiększa kontrast i jakość uzyskanego obrazu. Grubość takiej płaszczyzny ogniskowania, a zatem rozdzielczość pionowa mikroskopu, jest zwykle zależna od soczewek obiektywu, ale też od właściwości samej próbki.

## Typy mikroskopów konfokalnych
Obecnie używa się głównie trzech typów mikroskopów konfokalnych: 
- skanujące laserowe mikroskopy konfokalne (ang. Scanning Laser Confocal Microscopes)
- mikroskopy konfokalne z wirującym dyskiem (ang. Spinning-disk Confocal Microscopes)
- PAM (ang. Programmable Array Microscopes).

Pierwsze gwarantują obrazy najlepszej jakości, ale charakteryzują się długim czasem obrazowania niższym niż 3 kl./s. Mikroskopy konfokalne z wirującym dyskiem pozwalają na bardzo szybkie zbieranie obrazów, co pozwala na montowanie z nich sekwencji filmowych, ale obrazy cechuje nieco gorsza jakość i inne ograniczenia.